# Исак Асиел
Исак Асиел (на рођењу Ненад Асић; Дрниш, 21. октобар 1964) јесте врховни рабин Јеврејске заједнице у Србији.

## Биографија
Рођен је као Ненад Асић, 21. октобра 1964. године у Дрнишу. Отац Мило Асић је био музиколог, а мајка Анђа (рођена Патиера/Pattiera) је била професор музике.
Најпре је похађао Основну школу „Марко Орешковић”, да би основно образовање окончао у Основној школи „Жикица Јовановић Шпанац” (данас: ОШ „Надежда Петровић”) на Новом Београду. Истовремено, похађао је Музичку школу „Коста Манојловић” у Земуну.
По завршеној основној школи 1979. године, уписао је Музичку школу „Мокрањац” у Београду. За теолошке и филозофске теме је почео да се интересује инспирисан српским композитором јеврејског порекла Енриком Јосифом, професором Музичке академије у Београду, са којим се упознао и отпочео дружење у времену док је ишао у средњу школу. Тада је схватио да жели постати рабин.
Од 1985. године је почео са учењем хебрејског језика, а дружио се са Цадиком Даноном, тадашњим врховним рабином Савеза јеврејских општина Југославије и рабином Јосифом Левијем.
Војни рок је служио у Југословенској народној армији као везиста Ратног ваздухопловства и противваздушне одбране.
Септембра 1988. године је отпочео школовање у Јерусалиму, а од 1990. до 1995. године се школовао у јешиви (талмудској школи) Хар Ецион надомак Јерусалима. Завршио је и студије етнологије и антропологије на Филозофском факултету Универзитета у Београду.
Рабин је постао по повратку у земљу 1995. године. Од 1996. до 2008. године је био и рабин јеврејске заједнице у Македонији.
У време НАТО агресије на СР Југославију 1999. године, провео је више од месец дана у Војсци Југославије као везиста, иако је имао законско право да као верски поглавар избегне мобилизацију.
Добитник је признања Светске организације ортодоксних рабина у Јерусалиму, 2001. и 2006, за деловање на очувању и ширењу јудаизма, допринос одржању јеврејског идентитета и традиције и рад на верском образовању.

## Награде
- 2013: Награда Браћа Карић